# STANAG 4140

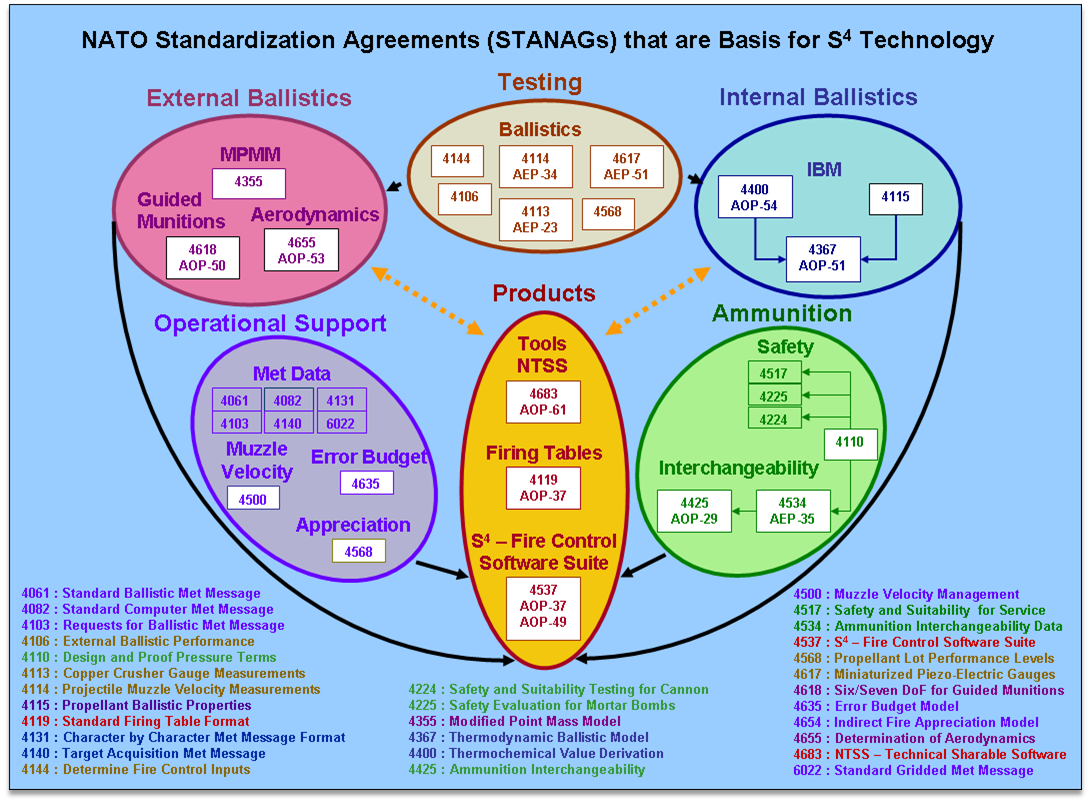
Система стандартів НАТО у сфері баллістики

STANAG 4140 — Adoption of a Standard Target Acquisition Meteorological Message (METTA) — стандарт НАТО для поширення метеорологічної інформації (індекс рефракції атмосфери, температура, тиск, хмарність) для дистанційно керованих транспортних засобів, дронів, радарів контрбатарейної боротьби та акустичних засобів артилерійської розвідки.   
Куратором цього STANAG є панель MILMET, колишня робоча група BMWG. Друга редакція STANAG 4140 була офіційно оприлюднена 28 травня 2001 року. Вона була скасована у травні 2019 р., оскільки на зміну їй прийшов STANAG 6015.